# Liriomyza lituanica
Liriomyza lituanica este o specie de muște din genul Liriomyza, familia Agromyzidae, descrisă de Pakalniskis în anul 1992.
Este endemică în Lituania. Conform Catalogue of Life specia Liriomyza lituanica nu are subspecii cunoscute.